# Andainville
Andainville é uma comuna francesa na região administrativa de Altos da França, no departamento de Somme. Estende-se por uma área de 8,35 km². Em 2010 a comuna tinha 263 habitantes (densidade: 31,5 hab./km²).